# 木材長小蠹
木材長小蠹（学名：Platypus dasycauda）为長小蠹蟲科長小蠹屬下的一个种。